# Nyassia
Nyassia (ou Niassia) est un village du Sénégal situé en Basse-Casamance. C'est le chef-lieu de la communauté rurale de Nyassia et de l'arrondissement de Nyassia, dans le département de Ziguinchor et la région de Ziguinchor.
Les localités les plus proches sont Bafikane, Katio, Etome et Kailou.
Lors du dernier recensement (2002), la localité comptait 135 habitants et 19 ménages.